# Всемирный день молодёжи 2023
Всемирный день молодёжи 2023 (ВДМ-2023, порт. Jornada Mundial da Juventude, JMJ) — традиционный католический молодёжный фестиваль, состоявшийся 1 − 6 августа 2023 года в Лиссабоне, Португалия. Встреча, проходившая под патронажем и с участием папы римского Франциска, собрала 1,5 миллиона католических паломников со всего мира.

## Предыстория
Проведение регулярных всемирных дней католической молодёжи связано с именем папы римского Иоанна Павла II, по инициативе которого весной 1986 года в Ватикане состоялся первый такой молодёжный католический фестиваль. Решение о проведении очередного XXXVII Всемирного дня молодёжи в столице Португалии в августе 2022 года было оглашено папой Франциском 27 января 2019 года во время заключительной мессы Всемирного дня молодёжи в Панаме. Однако год спустя, 20 апреля 2020 года, Ватикан объявил о переносе фестиваля на год в связи с пандемией COVID19.
Святыми покровителями Всемирного дня молодёжи — 2023 были объявлены Блаженная Мария Божественного Сердца, Блаженная Алешандрина Балазарская и «Фа́тимские пастушки́», святые Франсишку и Жасинта Марту. Темой же фестиваля стали слова из Евангелия от Луки «Встав же Мария во дни сии, с поспешностью пошла в нагорную страну» (Лук. 1, 39).
Как и предыдущие Всемирные дни молодёжи, ВДМ-2003 сопровождали два его символа: 3,8-метровый деревянный '''Крест паломника''' и икона Богоматери Salus Populi Romani. 22 ноября 2020 года на мессе, которую папа Франциск отслужил в базилике Святого Петра в Риме, делегация молодых католиков из Португалии приняла эти две реликвии от их братьев и сестёр по вере из Панамы — города, принимавшего у себя предшествующий международный фестиваль. В последующие месяцы символы ВДМ многократно перемещались из одного португальского города в другой, «посетив» таким образом все католические митрополии и епархии страны.
В силу ряда причин отношения между Святым Престолом, португальским истеблишментом, католическим сообществом и в целом обществом страны во время подготовки к празднеству не были безоблачными. В частности, в начале 2023 года завершила работу Независимая комиссия по изучению случаев сексуального насилия над детьми в католической церкви, результаты работы которой потрясли страну. Португальская общественность оценила как недостаточную реакцию церкви на выводы Комиссии, а пресса упрекала церковь и организаторов фестиваля в стремлении приглушить тему сексуального насилия. С другой стороны, за несколько месяцев до открытия молодёжного католического фестиваля в Лиссабоне папа выступил с критикой решения парламента Португалии об утверждении закона об эвтаназии. (Закон, декриминализующий добровольный уход из жизни тяжелобольных пациентов с врачебной помощью тем не менее вступил в силу в Португалии в конце июня.)
Ка бы то ни было, ВДМ-2023 оставался одним из центральных событий не только религиозной, но и политической и общественной повестки дня в Португалии на протяжении всего года.

## Организация и программа
Финансирование мероприятий в рамках программы ВДМ-2023 осуществлялось через специально созданный «Фонд Всемирного дня молодёжи». Бюджет ВДМ-2023 составил 161 миллион евро, из которых 80 млн предоставила католическая церковь, 36 млн было выделено из государственного бюджета, а 35 млн и 10 млн евро — из муниципальных бюджетов Лиссабона и Лореш соответственно. Для координации всех вопросов, связанных с проведением фестиваля, был создан т. н. Местный организационный комитет. Его номинальным главой стал Патриарх Лиссабона кардинал Мануэл Клементи, за непосредственное же руководство подготовкой и проведением празднества отвечал ауксилиарий (вспомогательный епископ) патриархата Лиссабона Америку Агиар.
Программе ВДМ-2023 включала в себя пять основных мероприятий: торжественная месса открытия, церемония приветствия, крестный ход, бдение и массовая завершающая месса прощания. Помимо участия в основных мероприятиях Всемирного дня молодежи, молодые люди могли принять участие в обсуждениях в формате Rise UP, ярмарках вакансий и целом ряде встреч в иных форматах. В программу фестиваля также вошли 80 мероприятий религиозного характера, 290 концертов, 38 конференций, шесть фестивалей танца, семь театральных представлений, 17 выставок, 35 передвижных экспозиций и 27 кинопоказов, а также серия спортивных соревнований (футбол, пляжный волейбол и состязания в инклюзивных форматах) − прядка 500 мероприятий по всей стране.

### Открытие фестиваля
Торжественная церемония открытия Всемирного дня молодежи 2023 состоялась вечером 1 августа в парке Эдуарда VII в Лиссабоне и прошла в форме мессы, которую отслужил Патриарх Лиссабона кардинал Мануэл Клементи. В церемонии приняло участие по разным оценкам от 180 до 310 тысяч человек.
Папа римский Франциск прибыл в Лиссабон на следующий день после открытия фестиваля, 2 августа. По прибытии в португальскую столицу, папа Франциск встретился с Президентом Марселу Ребелу де Соузой в Беленском дворце, затем провёл встречу с представителями руководства страны и органов местного самоуправления, гражданского общества и дипломатического корпуса.
Во второй половине дня после непродолжительной встречи с премьер-министром Антониу Коштой понтифик направился в церковь монастыря Жеронимуш, где возглавил церемонию чтения вечерни с представителями португальского духовенства и произнёс проповедь. Затем в ботаническом саду по соседству с монастырём Жеронимуш папа и сопровождающие его католические иерархи посадили шесть деревьев, символизирующие шесть всемирных религий: буддизм, даосизм, индуизм, ислам, иудаизм и христианство.

### Мероприятия с участием папы в Лиссабоне и поездка в Фатиму
Утром 3 августа папа Франциск встретился со студентами Католического университета; он обратился к ним с напутственным словом и освятил первый камень нового здания кампуса Университета. Затем понтифик отправился в пригород Лиссабона Кашкайш, где нанёс несколько завершающих мазков кистью на растянувшуюся на три с половиной километра «фреску» — мурал, в создании которого принимали участие более трёх тысяч человек, в частности, студенты ''Scholas Ocurrentes''. Во второй половине дня папа принял участие в одном из самых массовых мероприятий фестиваля — встрече в Парке Эдуарда VII, символизировавшей единение понтифика с паствой; на неё собралось около 500 тысяч человек. Именно на этой встрече Франциск произнёс и несколько раз повторил быстро ставшие мемом слова: «в Церкви есть место для всех, всех, всех!».

### Тема сексуальных злоупотреблений в католической церкви на ВДМ-2023
Во время встречи с представителями католического духовенства в первый день своего визита папа Франциск осудил членов церковной иерархии Португалии за то, что те длительное время игнорировали случаи сексуального насилия в отношении детей со стороны священнослужителей, что оттолкнуло многих людей от католической церкви и запятнало ее репутацию. Понтифик подчеркнул, что португальская церковь должна следовать «смиренному и постоянному очищению» и призвал её быть «безопасной гаванью» для всех, ищущих бога. В тот же день в помещении папской нунциатуры у Франциска состоялась частная встреча с тринадцатью жертвами сексуального насилия, с которыми он беседовал более часа «в атмосфере напряженного внимания».

### Встречи вне программы
Помимо встреч с португальскими церковными иерархами для обсуждения темы сексуальных злоупотреблений в католической церкви, а также жертвами этих злоупотреблений, формально прошедшими за рамками программы ВДМ-2023, утром третьего дня фестиваля у Франциска состоялась получасовая неформальная встреча с 15 представителями делегации украинских паломников. Выслушав молодых людей, папа выразил им свою «скорбную и молитвенную близость»; в завершение встречи понтифик и его гости вместе прочли «Отче наш», «обратив свои мысли к страданиям Украины».

## Оценки, критика и полемика

### Церковь
Естествено и ожидаемо, Святой престол сугубо положительно оценил роль и значение ВДМ-2023. Созвучной была и оценка самого папы, в частности, в беседе с журналистами в самолёте на обратном пути из Лиссабона в Рим понтифик отметил, что Всемирный день молодёжи в португальской столице был «лучшим из всех, что он видел». Некоторые интонации в высказываниях папы и его действия в ходе фестиваля указывали на его особо теплое, неформальное отношение к мероприятию и его участникам. Так в первый день визита, отступив от согласованного протокола, 87-летний папа встал с кресла-коляски, чтобы поприветствовать группу паломников, поцеловал и благословил младенца − импровизированный ритуал, который затем неоднократно повторялся в ходе других встреч.
В ходе специальной аудиенции в Ватикане 30 ноября 2023 года папа Франциск тепло поблагодарил всех, кто внёс вклад в успешную организацию молодёжного фестиваля в Лиссабоне, особо подчеркнув роль как официальных организаторов, так и «простых португальцев». Он охарактеризовал ВДМ-2023 как «прекрасную возможность объединить культуры и народы в стремлении построить мир братства и надежды».

### Гражданское общество
В начале года в центре общественного внимания оказался вопрос о расходах, связанных с проведением мероприятия. 25 января общественности был представлен план сооружения «алтаря-сцены» − монументального сооружения, где должно было пройти заключительное и самое массовое мероприятие фестиваля. Согласно плану, строительство должно было обойтись более чем в 4 миллиона евро, а расходы на подготовку прилегающей территории (которую в дальнейшем планируется превратить в городской парк) многократно превышают эту цифру.
Пресса и гражданское общество обращали внимание не только на масштаб расходов, но и непрозрачность их администрирования: 93 % государственных контрактов, связанных с проведением ВДМ, были заключены напрямую с поставщиками, без тендера и согласования со Счётной палатой.

### Влияние на экономику
Наплыв сотен тысяч паломников не мог не стать серьезным испытанием для транспортной и коммунальной инфраструктуры, иммиграционных властей, муниципальных служб и служб безопасности десятимиллионной страны и прежде всего её столицы. Общественный порядок в преддверии и в течение мероприятия обеспечивали 16 тысяч сотрудников сил безопасности, гражданской обороны и скорой медицинской помощи, было налажено взаимодействие с полицейскими силами Испании и других стран Европы и мира.
По данным Банка Португалии, Всемирный день молодежи и визит папы римского Франциска способствовали привлечению в страну некоторого объема государственных и частных инвестиций, но в целом показатели экономики пострадали, сместившись в область отрицательных значений в период с середины июля до конца первой недели августа 2023 года. Сильнее других пострадал туристический сектор и предприятия розничной торговли, ориентированные на покупателя среднего и выше уровня — поскольку «нормальный» туристический поток оказался прерван, так как многие туристы отказались от посещения Лиссабона в период проведения мероприятия из-за значительного наплыва паломников.
В самом конце 2023 года португальская пресса сообщила, что баланс бюджета ВДМ-2023 оказался положительным: хотя окончательные финансовые итоги должны быть подведены лишь в первом квартале следующего года, приходная часть бюджета фестиваля, судя по предварительным данным, почти на 20 миллионов евро превысит расходную.

## ВДМ-2023 и католическая молодёжь России
За пределами формата и временны́х рамок ВДМ-2023, но объединённая с ним общей темой, 23 − 27 августа в России, в городе Санкт-Петербурге, прошла Всероссийская встреча католической молодёжи, в которой приняли участие 350 представителей католических епархий из 54 городов РФ. Обращаясь к участникам встречи в Санкт-Петербурге в формате телемоста 25 августа, папа Франциск призвал их «быть ремесленниками мира посреди множества конфликтов и поляризаций, которые со всех сторон обрушиваются на наш мир,… быть сеятелями семян примирения,… которые в эту военную зиму ещё не прорастут в мёрзлой земле, но расцветут однажды весной».
- Всемирный день молодёжи – 2023 в Лиссабоне
- Папа Франциск делает запись в книге почётных гостей в Беленском дворце
- «Крест паломника» в Эшториле
- Крестный ход
- Одна из встреч в рамках программы ВДМ-2023

### Комментарии
1. ↑  Отдельные мероприятия в рамках программы Всемирного дня молодёжи прошли в пригородах Лиссабона Лореш и Оэйраш, а также в центре христианского паломничества в городе Фатима.
2. ↑  Особый формат встреч для обсуждения роли молодёжи в католической церкви и тем, обозначенных папой Франциском в качестве приоритетных: экология; социальная интеграция; и благотворительность и милосердие. Встречи носят религиозный характер, однако представители церкви играют в них роль скорее модераторов, чем наставников, инициатива же принадлежит самим молодым участникам.
3. ↑  Это был его второй визит в Португалию в качестве главы Римской католической церкви; первым была апостольская поездка в Фатиму в мае 2017 года, когда папа возглавил церемонию канонизации «Фатимских пастушков» в связи со столетием «Фатимских явлений Девы Марии».
4. ↑  Scholas Ocurrentes – курируемый Святым престолом молодёжный образовательный проект, инициатором создания которого в 2001 году выступил сам Франциск, в ту пору архиепископ Буэнос-Айреса Хорхе Бергольо.
5. ↑  Сказаные понтификом на родном для него испанском языке, но имеющие одинаковое написание в испанском и португальском, слова «…todos, todos, todos!» были растиражированы прессой и стали символом инклюзивного импульса всего фестиваля.
6. ↑  Косвенно о высокой оценке Франциском качества подготовки ВДМ-2023 свидетельствовал тот факт, что ещё до начала молодёжного фестиваля, в июле, понтифик объявил о своём намерении назначить главу оргкомитета Дня молодёжи епископа Америку Агиара кардиналом – решение, которое затем было подтверждено на консистории 30 сентября[13].
7. ↑  Строго говоря, в данном случае это не являлось нарушением закона, т.к. возможность заключения прямых контрактов в контексте подготовки к ВДМ-2023 была предусмотрена в законе о госбюджете на 2023 год[18].